# Societat Espanyola d'Ornitologia
La Societat Espanyola d'Ornitologia (SEO, en l'actualitat SEO/BirdLife) és una organització no governamental espanyola d'utilitat pública que té com a principals objectius la conservació i l'estudi dels ocells i els seus hàbitats. Està inscrita com a ONGD en la AECID. A mitjans de 2021 comptava amb quasi vint mil socis y uns cinc mil voluntaris.[cita requerida] Els seus socis més actius s'agrupen en els denominats Grups Locals dels que en l'actualitat existeixen trenta-dos repartits por tot l'estat espanyol. La seu central està situada a Madrid i a més existeixen delegacions a Aragó, Andalusia, Canàries, Cantàbria, Catalunya, Extremadura i la Comunitat Valenciana a més d'oficines a Doñana i el Delta de l'Ebre.
SEO/BirdLife és l'ONG conservacionista més antiga d'Espanya amb més de cinquanta anys d'experiència en la defensa i estudi dels ocells i els seus hàbitats. Va ser fundada el 15 de maig de 1954 en el Museu de Ciències Naturals de Madrid amb un nucli fundador format per vuitanta-cinc persones. Des del seu començament SEO/BirdLife va publicar una revista científica semestral, Ardeola, i el 1957 va crear un Centre de Migració d'Aus. També compta amb una revista trimestral, La Garcilla que reben tots els seus socis. Forma part de "les cinc grans" ONG ambientalistes d'Espanya juntament amb Greenpeace, WWF, Amics de la Terra i Ecologistes en Acció.
A nivell internacional forma part de BirdLife International, una federació mundial que agrupa a més de tres milions de socis en cent vint països, dedicada a la conservació de la biodiversitat a tot el món.

## Activitats
El treball de SEO/BirdLife es basa en tres pilars: recerca, conservació i divulgació. Per a poder conservar la natura és necessari conèixer, és a dir, investigar, i a més és necessari comptar amb el suport de la població, per això és imprescindible divulgar, conscienciar i educar.
La seva filosofia és netament conservacionista i implica que la majoria dels seus projectes tinguin una clara base científica orientada a la conservació, a diferència d'altres organitzacions ecologistes que centren els seus esforços en denúncies i campanyes a escala mundial.

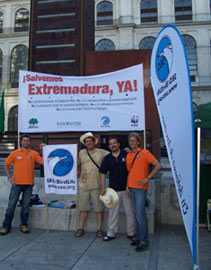
Acció de protesta

Determinar les poblacions d'ocells i les seves fluctuacions és molt important per a poder conservar-les, per això SEO/BirdLife és coneguda per la seva tasca de seguiment i cens de les poblacions d'ocells. La majoria d'aquestes tasques les realitzen milers de voluntaris que participen en els programes de SEO/BirdLife comptant ocells. Alguns d'aquests programes són SACRE (Seguiment d'Ocells Comuns Reproductors), Noctua (per a ocells nocturns), Atles d'Ocells Invernants a Espanya, Xarxa Fenològica, SACRE d'hivern.
L'anellament d'ocells (anellament científic), que consisteix en el marcatge d'ocells amb una anella individualitzada per al seu estudi, és una altra de les activitats de l'organització. El Centre de Migració d'Ocells (CMA) està englobat dins de SEO/BirdLife i entre les seves funcions destaca la gestió de tot allò relacionat amb aquesta activitat.
Lògicament la conservació dels ocells i els seus hàbitats és una tasca clau en la missió de SEO/BirdLife. En aquest sentit l'organització realitza campanyes específiques per a espècies o espais, col·labora en procediments d'impacte ambiental, programes i projectes. A vegades per a la conservació dels ocells i els seus hàbitats SEO/BirdLife ha denunciat actuacions contràries a la legalitat davant tribunals espanyols o fins i tot davant la Unió Europea, especialment en assumptes com l'ús il·legal de verins, la caça furtiva o la construcció d'infraestructures perjudicials per a la biodiversitat.
Un esment especial mereix la identificació que SEO/BirdLife ha realitzat durant anys de les àrees importants per a la conservació de les aus (AICA - IBA, de les sigles en anglès). Aquestes àrees són vigilades per voluntaris de l'organització perquè conservin la seva riquesa ornitològica. Moltes d'aquestes IBA han acabat convertint-se en ZEPA o Zones d'Especial Protecció per a les Aus, de fet entre les comeses de SEO/BirdLife es troba la identificació de tots els espais que mereixin ser declarats ZEPA.
A més treballa perquè les diferents polítiques públiques regionals, nacionals i europees, amb repercussions sobre el medi ambient siguin compatibles amb la conservació de la natura, amb especial atenció a les polítiques agrícoles, de desenvolupament rural i d'aigües, per la seva rellevància per als ocells.
Alguns dels seus programes més importants actualment són: 
- “El So del Bosc”: Campanya dedicada a la conservació del gall fer comú al Cantàbric mitjançant el seguiment i estudi de les seves poblacions, la millora d'hàbitats i la sensibilització social.
- “Alçant el Vol”: Programa dedicat a l'àguila imperial ibèrica que pretén augmentar la seva població mitjançant acords amb propietaris de grans finques on habita o s'alimenta, la gestió de l'hàbitat, l'educació ambiental i l'establiment d'una xarxa de municipis per l'àguila imperial ibèrica implicats en la custòdia i conservació de l'espècie.
- “Ales sobre Aigua”:  Campanya per a la millora en la conservació de les zones humides i les espècies d'ocells lligats a elles, de cara al 2015, data fixada segons la Directiva Marc de l'Aigua.
SEO/BirdLife també realitza programes d'educació, tant a través de rutes guiades, com de xerrades en centres, camps de treball per a adults i voluntariat en Parcs nacionals i espais protegits. Cada any uns 40.000 nens i diversos milers de voluntaris adults participen en les seves activitats d'educació i voluntariat.
Finalment assenyalar que l'activitat de SEO/BirdLife no es cenyeix exclusivament a l'àmbit espanyol, doncs també destina part dels seus esforços a programes de conservació i cooperació internacional a l'Àfrica i Amèrica Llatina.
Xarxa de Reserves Ornitològiques
SEO/BirdLife gestiona més de 2.000 hectàrees de reserves naturals amb la finalitat de conservar espècies concretes o preservar hàbitat. Algunes d'aquestes reserves són propietat de l'organització i unes altres són de gestió compartida, és a dir, només es col·labora en el seu maneig. Aquestes reserves són: Riet Vell i el Clot en el Delta de l'Ebre, el tancat de El Jarde a Fuerteventura, El Planerón de Belchite, la Lacuna de El Oso a Àvila, Palacios de Compludo a Lleó, les Maresmes Blanques de El Astillero (Cantabria), Mas de Cirugeda a Terol, la Finca de San Miguel a Osca i els Charcones de Miguel Esteban a Toledo.

## Història
Anys 50 - Després de diverses reunions prèvies, neix la Societat Espanyola d'Ornitologia el 15 de maig de 1954 en el Museu Nacional de Ciències Naturals, la seva primera seu. Es creen el Centre de Migració d'Aus i la Comissió Coordinadora de Censos d'Aus Aquàtiques.
Anys 1960 - SEO/BirdLife publica el seu primer llibre el 1964. Se celebren les primeres Jornades Ornitològiques Espanyoles, (actualment se celebren sota el nom de Congrés Espanyol d'Ornitologia) el 1968. El 1969 es declara Doñana com a parc nacional; primer gran èxit de SEO/BirdLife.
Anys 1970 -
Es constitueix com la primera Reserva Ornitològica de SEO/BirdLife. Creació de la Comissió de Reproducció i de la Comissió de Fenologia el 1970. Neix el Grup Espanyol de Migració de Rapinyaires. El 1977 sorgeix la campanya a favor del parc natural de Monfragüe en la qual col·labora SEO/BirdLife. L'ICONA acorda el 1979 amb el CMA que sigui l'única oficina d'anellament d'Espanya. A la fi de la dècada comencen a celebrar-se les Trobades Nacionals de Anelladors.
Anys 1980 -
El 1983 s'obre la nova delegació de SEO/BirdLife a la Comunitat Valenciana. Creació de la Comissió d'Ocells Accidentats i de la Comissió de Nomenclatura i Sistemàtica. El Butlletí-Circular passa a dir-se La Garcilla el 1984. Creació del Comitè Ibèric de Rareses i del Comitè per a la Protecció de les Aus. El Centre de Migració d'Aus es reestructura i passa a estar a càrrec d'una Comissió d'Anelladors triada pel conjunt dels anelladors. El 1987 es celebra per primera vegada el Dia de les Aus i s'edita la primera monografia de SEO/BirdLife. Comença el Programa d'Aus Migradores. Declaració de les primeres ZEPA a Espanya; un total de 45. Constitució del Grup Ibèric d'Aus Marines i de la Comissió d'Educació Ambiental el 1987. Finalment en 1988 comença la campanya Estepas, es declara el primer Ocell de l'Any i SEO/BirdLife entra a formar part com a soci de l'Oficina Europea de Medi Ambient.
Anys 1990 -
Durant els anys 1990 SEO/BirdLife pateix un procés de transformació per a passar de ser una petita societat científica a una gran ONG ambientalista. En aquesta dècada apareixen les oficines de Cantàbria, Aragó, Canàries, Delta de l'Ebre, Andalusia i es trasllada definitivament l'oficina central de nou a Madrid, a Vallecas. Des del punt de vista social és declarada entitat d'utilitat pública el 1993, any en què també s'adhereix a BirdLife Internacional. Apareixen noves àrees i tasques com el departament d'Internacional, la pàgina web o el Butlletí Digital, tots dos el 1999 o la creació de la xarxa de grups locals el 1992.
Des del punt de vista de la conservació s'aconsegueixen grans assoliments com per exemple la primera sentència el 1993 de l'Alt Tribunal de Justícia de Luxemburg a un estat membre en matèria de conservació d'ocells i els seus hàbitats, per la negativa de declaració de la ZEPA a les Maresmes de Santoña, procediment posat en marxa per SEO/BirdLife. El 1997 s'adjudica a SEO/BirdLife el seu primer projecte LIFE de la Unió Europea, en el Delta de l'Ebre, on s'acaba comprant la reserva de Riet Vell el 1997. Anteriorment ja s'havia comprat la reserva de Belchite el 1991. Altres assoliments importants van ser l'edició del primer inventari d'Àrees Importants per als Ocells a Espanya el 1990 i l'aprovació de la Directiva Hàbitats en 1991 (SEO/BirdLife va participar en la seva elaboració) i la creació del Programa Antídot contra el verí el 1998. Pel que fa a l'estudi d'ocells també s'aconsegueixen importants metes com la creació dels Grups de Rapinyaires i Cigonyes, del Programa Paser d'anellament i les estacions d'esforç constant el 1995, del programa SACRE el 1996, els programes MIGRIS i NOCTUA el 1997 i la “Revista d'Anellament” el 1998.
2000 - Surt la primera edició del Escribano Digital. Creació del Grup d'Ocells Exòtics.
2001 - S'obre la delegació de Catalunya. SEO/BirdLife s'adhereix a la Campanya d'Aus Marines, iniciada per BirdLife un any abans. A més, llança la Campanya “Sembrem Natura”, com a part de la iniciativa de BirdLife “Farming for Life”, amb motiu del procés de reforma de la Política Agrària Comunitària (PAC), i que suposa un impuls definitiu al treball de SEO/BirdLife en l'àmbit de l'agricultura, que ja es realitzava i s'ha mantingut des d'aleshores.
2002 - Creació de l'empresa Riet Vell amb la participació de SEO/BirdLife per a comercialitzar l'arròs ecològic del Delta de l'Ebre i la pasta de Belchite. SEO/BirdLife desplega el major nombre de voluntaris de la seva història, més de 1.400, per causa de l'enfonsament del petrolier Prestige. SEO/BirdLife dirigeix el Centre Marroquí d'Aiguamolls. SEO/BirdLife coordina la Campanya “Xarxa Natura 2000” presentada per BirdLife en el Parlament Europeu. S'inicia el Programa Calidris d'anellament. Creació del Club Amics de l'Àguila Imperial, impulsat per SEO/BirdLife.
2003 - Moren José Antonio Valverde i Francisco Bernis. Neix l'oficina de SEO/BirdLife a Extremadura. la revista Ardeola és inclosa en el Science Citation Index.
2004 - 50è aniversari de SEO/BirdLife. Es rebutja definitivament el transvasament de l'Ebre i es modifica el Pla Hidrològic Nacional. Inici de la campanya de conservació dels ocells esteparis d'Andalusia.
2005 - Espanya és condemnada per la caça en contrapasa, activitat denunciada per SEO/BirdLife en 1998. Inici de la Campanya Sembrem Natura.
2006 - SEO/BirdLife presenta el Programa de Conservació de l'Àguila Imperial Alçant el Vol. SEO/BirdLife adverteix de la impossibilitat de dur a terme l'estació d'esquí de San Glorio, sol·licita la immediata paralització de les obres de la M-501 a Madrid i denúncia l'especulació urbanística a Las Navas del Marqués (Àvila).
2007. Espanya condemnada pel Tribunal de Luxemburg per no haver declarat suficients Zones d'Especial Protecció per als Ocells (ZEPA). SEO/BirdLife sol·licita que es desestimi el projecte de telefèric a Sierra Nevada. Es signa acord amb l'arolínea Ibèria pel qual tretze espècies protegides d'aus espanyoles donen nom a sengles avions. SEO/BirdLife denúncia el macroprojecte Gran Scala-Las Vegas als Monegres.
2008 - SEO/BirdLife aplaudeix l'aprovació d'un decret fonamental per a protegir als ocells de les línies elèctriques. Per primera vegada, es monitora l'evolució d'un poll d'àguila imperial ibèrica, en viu i en directe per Internet. Es presenta el Programa de Conservació del gall fer cantàbric "El So del Bosc". SEO/BirdLife publica juntament amb la Fundació BBVA la “Enciclopèdia de les aus d'Espanya”, la més completa obra digital d'ornitologia en llengua castellana.